# ウェルカム!よきまるハウス
ウェルカム!よきまるハウスはNHK Eテレで2022年度に3回パイロット版が放送され、2023年度から月1でレギュラー放送されているバラエティ番組。

## 概要
「なんかよき!」をいっぱい集めた家族で楽しめる教育バラエティ番組。スタジオコーナーではゲームコーナー、歌コーナーなどがメインとなっており、かつてBSプレミアムで放送された「ワンワンパッコロ!キャラともワールド」の構成と近い。またEテレの番組からサボさんとシュッシュが出演している。

### 特番時代
2022年3月30日に「マトヤマ家の時間だよ!」のタイトルでパイロット版第一回が放送された。その後好評が上がり半年後の8月8日にタイトルを現在の「ウェルカム!よきまるハウス」へ改題し特番第2回が放送された。同年11月は当時開催されていた2022 FIFAワールドカップに合わせてサッカースペシャルが放送された。

### レギュラー化へ
2023年3月に本番組が不定期のレギュラー放送になることが発表された。これに伴い同年3日から同年4月30日まで5分間の新年度PRをEテレで複数回放送された。またレギュラー化以降新コーナーが新設され、亀田誠治と斉藤アリーナが新たにレギュラー出演する。レギュラー化初放送は2023年5月5日となった。その後同年9月18日の敬老の日スペシャルを皮切りに放送の頻度が増加し、2023年11月1日（水曜日）の放送から月1レギュラーの放送へ移行した。
レギュラー放送開始から2024年3月までは水曜19:25からの放送だったが、2024年度からは火曜19:00からの放送に移行した。

## ヒットソング・ミュージアム
よきまるハウスの近くにあるカフェ「ヒットソング・ミュージアム」を舞台に、音楽好きのマスター・亀ちゃんとアルバイトのアリーナが、昭和から平成の名曲を紹介するコーナー。
レギュラー放送初回の2023年5月5日にコーナーがスタート。
曲紹介をする際に「ヒットソング・クイズ」という曲にまつわるクイズが出される。クイズが書かれたフリップを出す際にアリーナが「まいど、アリーナ！」という自身の名前を兼ねた駄洒落を巻き舌を含めて言うのが恒例となっている。正解は曲中で発表されることが多いが、曲の披露前に発表された回もある。

## 出演キャラクター

### よきまるハウス
ママ
声 - 石田明(NON STYLE)
パパ
演 - 村山輝星
よき子
演 - 岡田結実
まる助
声 - 佐倉綾音

### よきまるハウスのご近所さん
サボさん
声・操演 - 佐藤貴史
シュッシュ
声・操演 - 柳原哲也

### カフェ「ヒットソングミュージアム」
亀ちゃん
演 - 亀田誠治
アリーナ
演 - 斉藤アリーナ

## 放送日程
30分枠。2023年度は水曜19:25枠と祝日に放送。水曜19:25枠にて祝日版の再放送あり。
|                    | 放送日時                 | 備考                                           |
| ------------------ | ------------------------ | ---------------------------------------------- |
| パイロット版 第1回 | 2022年03月30日 水曜19:25 | 「マトヤマ家の時間だよ！」として放送。         |
| パイロット版 第2回 | 2022年08月08日 月曜19:00 | 番組名を「ウェルカム！よきまるハウス」に変更。 |
| パイロット版 第3回 | 2022年11月20日 日曜16:30 |                                                |
| 第1回              | 2023年05月05日 金曜10:54 | こどもの日                                     |
| 第2回              | 2023年09月18日 月曜09:45 | 敬老の日                                       |
| 第3回              | 2023年11月01日 水曜19:25 | [ 注 2 ]                                       |
| 第4回              | 2023年11月03日 金曜15:10 | 文化の日                                       |
| 第5回              | 2023年12月20日 水曜19:25 |                                                |
| 第6回              | 2024年01月24日 水曜19:25 |                                                |
| 第7回              | 2024年02月21日 水曜19:25 |                                                |
| 第8回              | 2024年03月13日 水曜19:25 |                                                |
| 第9回              | 2024年04月23日 火曜19:00 | ゲスト：高橋一生                               |
| 第10回             | 2024年05月28日 火曜19:00 | ゲスト：三山凌輝                               |